# Azrael u islamu
Melek smrti (arapski Malaikat Al-Maut; hr. »anđeo smrti«) u islamu je duhovno biće koje se može definirati kao "ministar smrti". Trenutak prije svoga rođenja svaki čovjek dobije meleka koji će mu uzeti dušu u smrtnom času. Melek smrti samo prima liste ljudi koji trebaju umrijeti toga dana, te određuje ostalim melecima kada, kamo i po koga da idu.
Pučki ga se još naziva i Azrael, Izrail ili Azriel, no Kuran nikad ne koristi to ime. Narodno je vjerovanje bogato legendama o Meleku smrti, no one ne predstavljaju dio službenog naučavanja islama.
Prema predajama, dobri ljudi će umrijeti lako i bezbolno. Doći će mu meleci svijetlih lica, i narediti njegovoj duši da napusti tijelo. Ona će izaći na nos, nakon čega će ju umotati u platno satkano od svjetla, namirisano mirisom Dženneta (Raja). Zli ljudi će umirati dugo i bolno. Od siline bola neće moći zapomagati. Doći će im meleci mračnih lica i reći duši da napusti tijelo. Ona će se od straha rasplinuti po cijelom tijelu, i meleci će ju teško iščupati iz tijela, "kao što se trnova grana iz mokre vune čupa", tako da će sve vene i arterije popucati. Zatim će je omotati u platno natopljeno patnjom, satkano od vatre. U smrtnom trenutku, pred očima će mu se pojaviti Šejtan u liku njemu najdraže osobe i nagovarati ga da prijeđe na neku poganu religiju. Zato se čovjeka na samrti potiče na izgovor formule Šehadah ("Svjedočim da je Alah Jedini Bog, i da je Muhamed Njegov Poslanik i Njegov rob."), jer se Šejtan ove formule užasava.  
Pojavljuje se u izvještaju o čudesnom uznesenju u nebo Poslanika Muhameda (Miradž), a u islamskoj pučkoj predaji on je taj koji čuva ploču na kojoj su zapisana imena i sudbine svih ljudi koji su živjeli, koji žive i koji će živjeti, od prvoga para, pa sve do svršetka svijeta (Lewhi-l-mahfuz).
Melek (al-malak; anđeo) je, prema muslimanskom vjerovanju, ime za časna stvorenja koja je Alah stvorio da bi Mu pokorno izvršavali određene dužnosti kojima ih je zadužio. Tako je, na primjer, Džibril zadužen za dostavljanje objave od Alaha onome koga On izabere za svoga poslanika; Mikail je zadužen za kišu i biljke; Israfil za puhanje u rog na dan proživljenja.
Kršćani također vjeruju u posebna bestjelesna Božja stvorenja, anđele, nesposobna da griješe.  Kod Židova je to malakh.